# Attenti a noi... 2
Attenti a noi... 2 è un album live dei cantanti italiani Gianni Celeste e Gianni Vezzosi, pubblicato nel 2011 e distribuito dalla Seamusica sia su CD che su DVD.

## Tracce
Gianni Vezzosi
1. La fine del mondo
2. Il mio amico Luciano
3. Che bambola
4. Ossessione
5. Nun te voglio e te penso (feat. Gianni Celeste)
6. Tutto ok
7. Catania 'e notte
8. Attimi
9. Meravigliosamente
10. Non saprai mai (feat. Gianni Celeste)
11. Lettera a papà
12. Lettera d'amore
13. La mia anima
14. Lo sai
15. La signora vestita di nero
16. Mio caro
17. Lui non sa (feat. Gianni Celeste)
18. A19 (feat. Gianni Celeste)

Gianni Celeste
1. Voglio a tte
2. Un'avventura
3. Te voglio troppo bene
4. Ammore 'e scola
5. L'amante (feat. Gianni Vezzosi)
6. 'Na femmena
7. 'Nu biglietto ind'a cucina
8. Ti vorrei
9. Cuore mio
10. Pecchè sì bella (feat. Gianni Vezzosi)
11. 105 mila
12. Ho litigato con mia moglie
13. Credimi
14. 'Ncopp' 'a spiaggia
15. Nun ce lassammo cchiù
16. M'e conquistato
17. Gelosia
18. La nostra spiaggia (feat. Gianni Vezzosi)
19. Te credevo sincera (feat. Gianni Vezzosi)